# Orchestre chinois de Hong Kong
L'Orchestre chinois de Hong Kong (香港中樂團 en chinois), fondé en 1977 est le seul orchestre chinois complet de Hong Kong. Il est constitué de 85 musiciens (cordes, vents et percussions) et est dirigé par Yan Huichang. Son répertoire comprend des œuvres chinoises traditionnelles ainsi que des œuvres contemporaines. Il donne chaque année plus d'une centaine de concerts. Il a donné des représentations dans de nombreux pays d'Asie et d'Europe et aux États-Unis.
Il existe aussi un orchestre constitué d'enfants (7 à 11 ans) et un orchestre junior (12 à 18 ans).

## Annexe